# Olympia (Manet)
Olympia este o pictură în ulei pe pânză din 1863 a pictorului francez Édouard Manet, expusă pentru prima dată la Salonul de la Paris din 1865, care arată un nude de femeie („Olympia”), întinsă pe un pat, căreia i se aduc flori de către o servitoare. Modelul pentru Olympia a fost Victorine Meurent, iar modelul pentru servitoare de modelul de artă Laure. Privirea îndrăzneață a Olympiei a provocat șoc și uimire atunci când tabloul a fost expus pentru prima dată, deoarece o serie de detalii din imagine o identificau ca o prostituată. Guvernul francez a achiziționat tabloul în 1890 după o subscripție publică organizată de Claude Monet. Tabloul este expus la Musée d'Orsay, Paris.